# José de Hore
José de Hore (?, ? - Saragossa, 20 de febrer de 1854) fou un militar espanyol, amb el grau de brigadier que va encapçalar un pronunciament progressista fracassat el febrer de 1854 al capdavant del Primer Batalló del Regiment de Còrdova estacionat al palau de l'Aljafería de Saragossa. Va deixar-hi part de la tropa i amb la resta va prendre posicions al Puente de Piedra. Se li van unir uns tres-cents ciutadans, inclòs un grup de demòcrates i republicans encapçalat pel catedràtic de la Universitat, Eduardo Ruiz Pons.
Els revoltats van ocupar la zona compresa entre l'Aljafería i el pont de Piedra, i es van fer forts a la Llotja i el palau arquebisbal. Els combats amb les tropes enviades pel capità general Felipe Rivero es van desenvolupar als estrets carrers dels barris de la Seu i del Pilar, i a conseqüència d'ells va morir el brigadier Hore. Grups de paisans i de militars van fugir per la carretera d'Osca i van passar a França pel Valle de Hecho. A conseqüència d'aquest pronunciament es declara l'estat d'excepció.
La importància del fet radica que és un intent avançat dels moviments militars que iniciaran la revolució de juliol del 1854 uns mesos després, els quals, a partir del fracàs de Hore, es plantejaran amb més cura i atenció. La historiografia no ha aclarit si Hore va actuar sota instruccions d'O'Donnell, o de connivència amb Espartero i els progressistes, tal com sembla indicar el suport ciutadà que va disposar. En qualsevol cas, O’Donnell va romandre amagat a Madrid des d'aquest moment fins a finals del mes de juny.